# Lepidopilidium chenagonii
Lepidopilidium chenagonii är en bladmossart som beskrevs av Ferdinand François Gabriel Renauld och Cardot in Grandidier 1915. Lepidopilidium chenagonii ingår i släktet Lepidopilidium och familjen Hookeriaceae. Inga underarter finns listade i Catalogue of Life.